# Loipersbach im Burgenland
Loipersbach im Burgenland è un comune austriaco di 1 234 abitanti nel distretto di Mattersburg, in Burgenland.